# Dieter Fuith
Dieter Fuith (* 21. Oktober 1940 in Kogl) ist ein ehemaliger österreichischer Politiker (SPÖ) und Schuldirektor. Er war von 1983 bis 1996 Abgeordneter zum Burgenländischen Landtag.
Fuith wurde als Sohn des Bad Tatzmannsdorfer Volksschuldirektors Franz Fuith geboren. Er besuchte nach der Volksschule in Bad Tatzmannsdorf das Bundesrealgymnasium in Oberschützen und legte dort 1959 die Matura ab. Danach studierte er Rechtswissenschaften an der Universität Wien und schloss sein Studium 1968 mit dem akademischen Grad Mag. jur. ab. Des Weiteren studierte Fuith an der Hochschule für Welthandel in Wien und erwarb 1972 den akademischen Grad Mag. rer. soc. oec. Nach seiner Gerichtspraxis am Bezirksgericht Güssing wurde Fuith 1968 Lehrer an der Handelsakademie Oberwart, am 1. April 1976 übernahm er die Leitung der Direktion der Höheren Lehranstalt für wirtschaftliche Frauenberufe in Güssing. Fruit vertrat die SOL vom 21. Februar 1983 bis zum 27. Juni 1996 im Burgenländischen Landtag und war ab 1992 SPÖ-Bezirksparteiobmann in Güssing. 1996 wurde er zum Hofrat ernannt.